# Monument national à la Résistance et aux Maquis de France du Mont Mouchet
Le monument national à la Résistance et aux Maquis de France du Mont Mouchet est situé à Auvers, dans le département de la Haute-Loire.

## Historique du maquis
Le mont Mouchet, aux confins des départements du Cantal, de la Haute-loire et de la Lozère, culmine à 1 497 mètres d'altitude. À partir du 20 mai 1944, y fut implanté sous l'autorité du Colonel Gaspard, chef régional des F.F.I de la zone R 6, l'un des cinq grands maquis de France.
Le 2 juin 1944, quatre jours avant le débarquement de Normandie, le maquis subissait le premier assaut d'un bataillon allemand. Les 10 et 11 juin, se déroulèrent entre les 2 200 soldats de la Wehrmacht et les maquisards de furieux combats. Le 20 juin, repliés sur le « Réduit de la Truyère », les maquisards subirent un assaut plus important encore qui les obligea à rompre le contact.
Après les combats du Mont Mouchet, les compagnies F.F.I. reconstituées se répartirent en vingt zones de guérilla et harcelèrent les troupes allemandes dans les quatre départements d'Auvergne, jusqu'à la Libération. Les pertes furent sévères chez les F.F.I comme chez les Allemands. Plusieurs villages furent détruits.

## Historique du monument
Avec l'accord et l'appui du général de Gaulle et grâce à une souscription nationale, fut érigé, dans la clairière du mont Mouchet, le monument national à la Résistance et aux Maquis de France
La première pierre du monument fut posée le 20 juin 1945 sous l'égide d'Émile Coulaudon (alias colonel Gaspard), chef de l'armée secrète AS puis des FFI). Le monument mémorial fut inauguré le 9 juin 1946.

## Caractéristiques du monument
Le monument haut de 12 m est l'œuvre de l'architecte Pierre Petit et du sculpteur parisien Raymond Coulon. Le monument en pierre est décoré par un groupe sculpté représentant deux maquisards armes au poing. Sur les côtés du monument sont sculptés des blasons des grands foyers de Résistance française. Le socle porte les insignes FFI et la dédicace suivante : « à la Résistance française et aux Maquis de France ».
Au pied du monument se trouvent la flamme du souvenir et la tombe d'un maquisard inconnu. 
Chaque année, fin juin, un rassemblement du souvenir a lieu devant le monument.

## Autres monuments
- À l'ouest du mont Mouchet un monument a été érigé.
- Une stèle à la mémoire des combats à côté du musée.

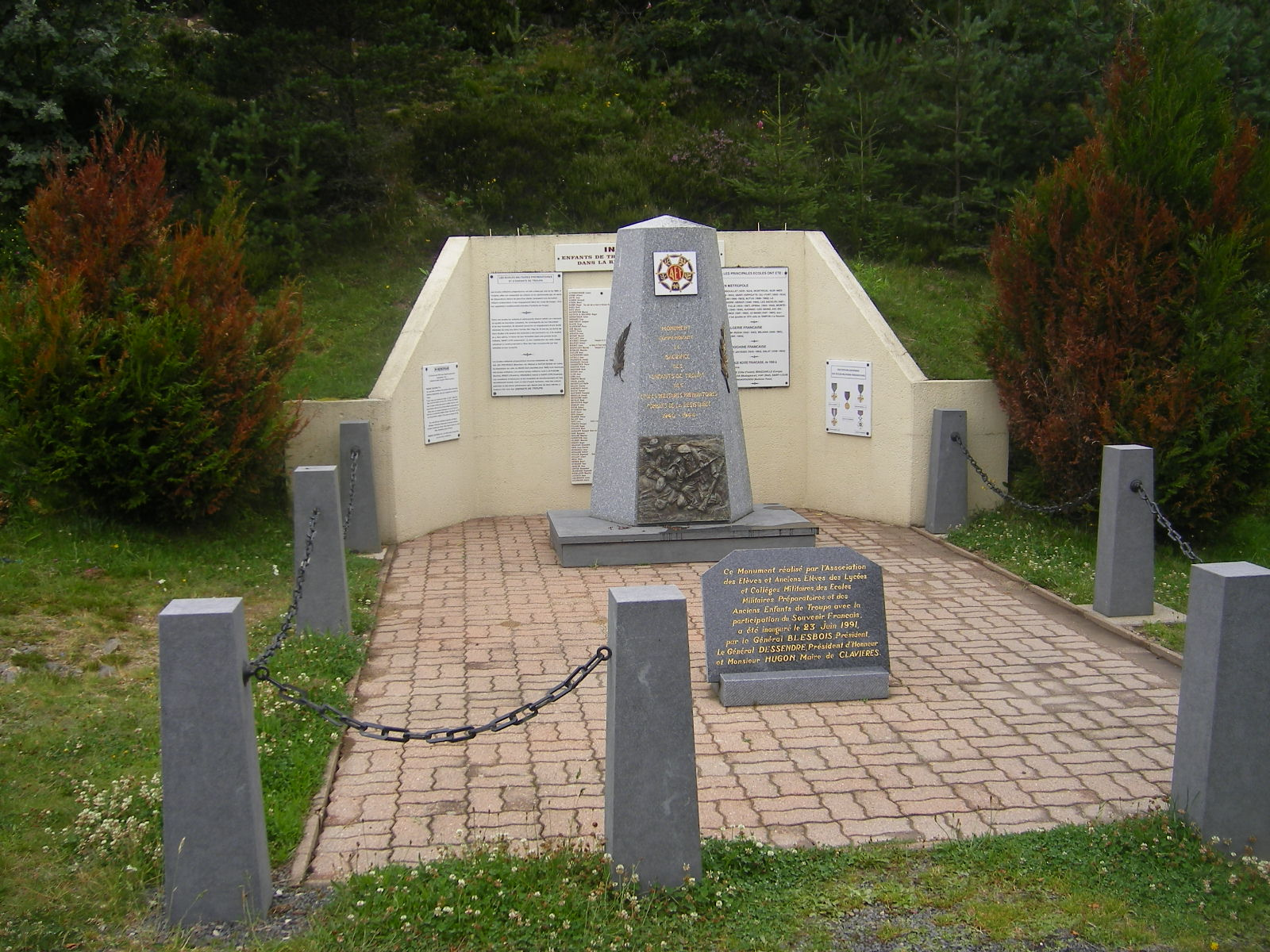
Monument à l'Ouest du mont Mouchet
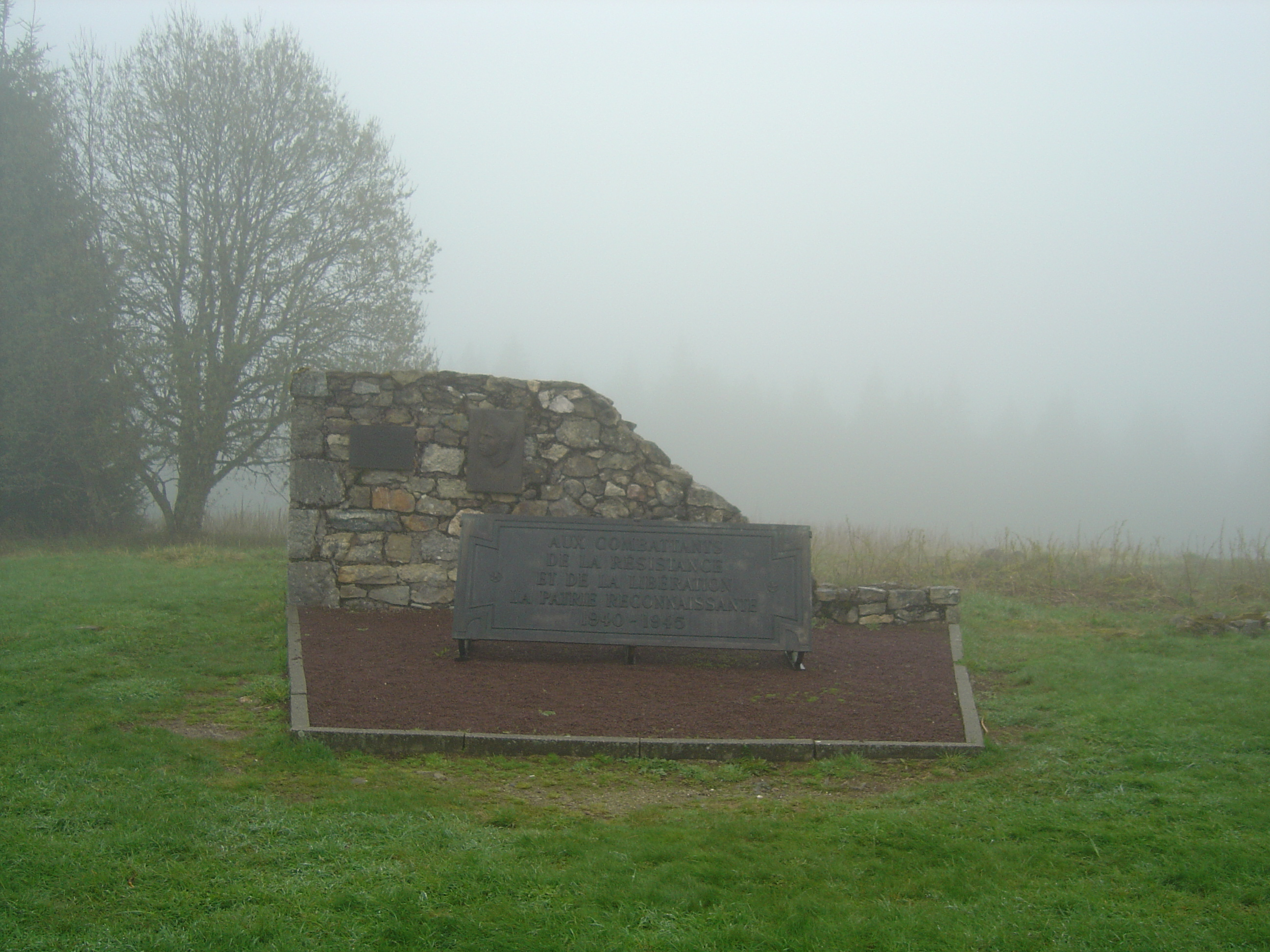
stèle en mémoire des combats au mont Mouchet
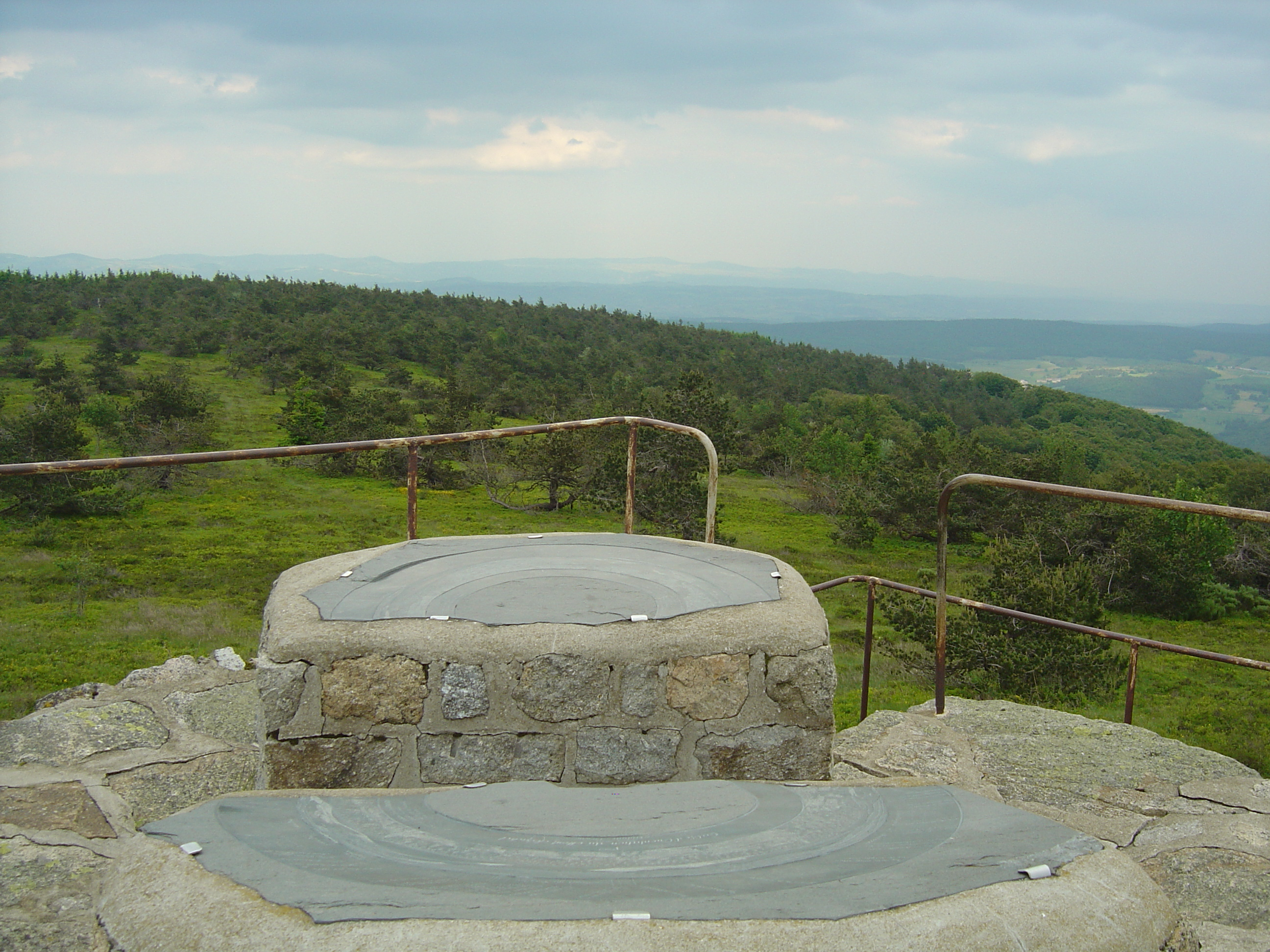
Sommet et table d'orientation du mont Mouchet

## Musée de la Résistance

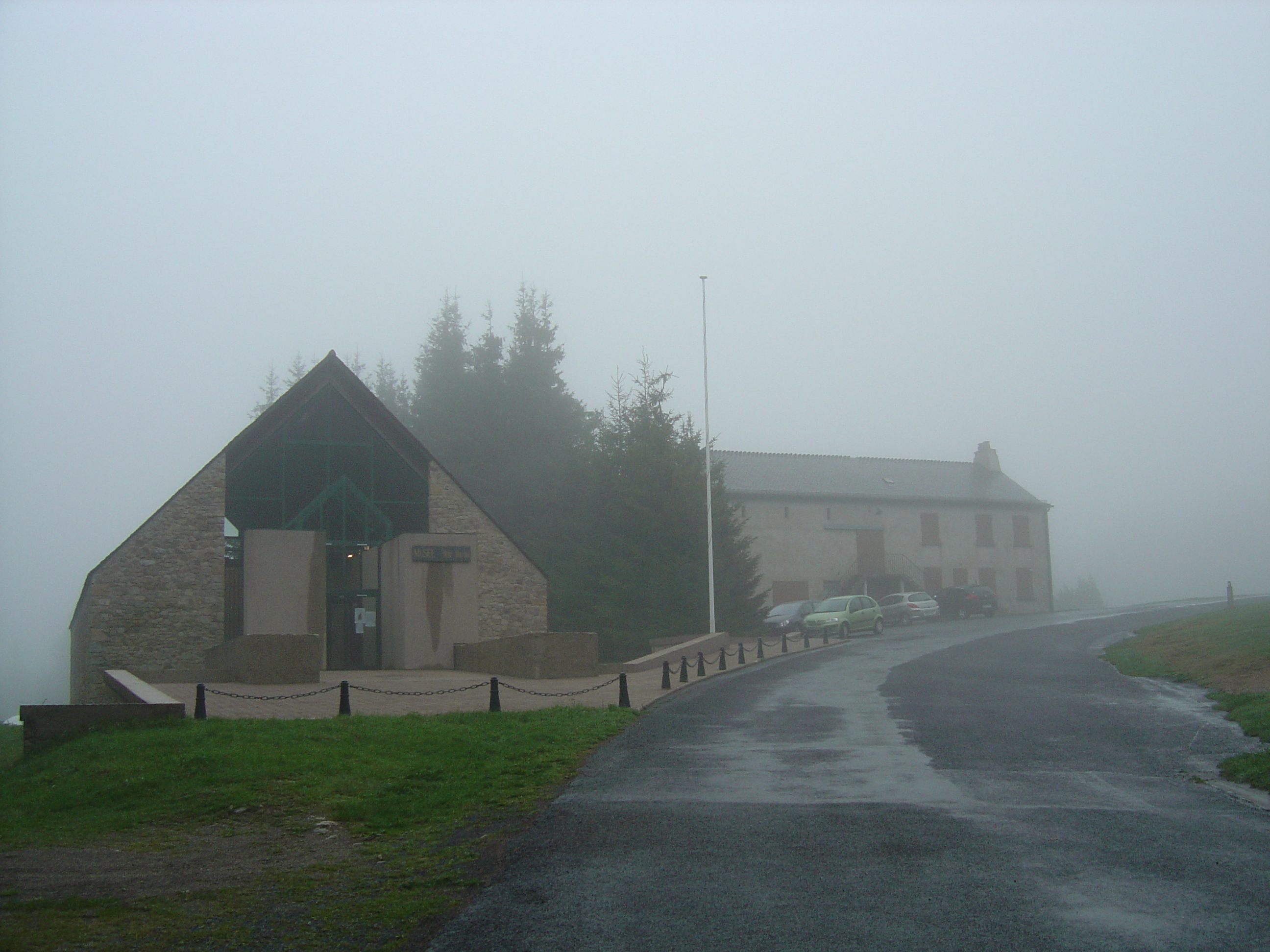
Musée de la Résistance

Il est situé à proximité du monument. Un premier musée fut installé dans la maison forestière, reconstruite après la Libération. Un nouveau bâtiment, financé par l'État et le Conseil régional d'Auvergne fut inauguré le 8 mai 1989.
Ce musée de la Résistance présente :
- des matériels et
- des documents sur :
  - la situation de la France en 1939,
  - l'occupation allemande,
  - le pétainisme,
  - la Gestapo,
  - la déportation,
  - la Résistance...

Un film retrace l'histoire des combats du Mont Mouchet, de Saugues et de la Truyère.
Le musée a été réaménagé en 2009.